# Astek
Astek est une entreprise de services du numérique française, créé en 1988.

## Historique
À partir de 1998, Astek connait une forte croissance organique (ouverture d'agences, création de plateformes offshore : Pologne, île Maurice et Chine) et externe (avec notamment l’acquisition de Eurelys en 1998, Simulog en 2003, Axlog en 2004, plusieurs activités d'Assystem en Espagne en 2006, Catep en 2007).
Sur la même période, le groupe met en place un startup program apportant des réalisations et/ou financements pour une dizaine d’entreprises (Commerce United, Cosmofeeling, DietSensor, DiscInNet, Gamorlive, iGraal, Talently, Tempting Places, Testntrust, Tout L'Temps Press, Transfarmers,)[réf. souhaitée].
Depuis 2015, la reprise d'une politique de croissance externe (acquisition du canadien Via Consultants, reprise de Arrow Financial Consulting), un rebond du chiffre d'affaires, l’ouverture de nouvelles agences à l’international (Sydney, Dubaï, Singapour, Madrid, Barcelone) et des récompenses sur des projets d’innovation marquent un nouveau tournant dans l’histoire du groupe.
En 2017, le groupe fait l'acquisition d'Axones. Un an plus tard, il accélère son développement organique en France comme à l’international, et annonce un chiffre d’affaires de 198 millions d’euros pour 3 200 collaborateurs en fin d’année 2018.
En 2019, afin d’accélérer sa croissance, Astek lève 95 millions d’euros de dette unitranche auprès du fonds d’investissement Tikehau Capital. Puis Astek annonce l’acquisition du groupe Intitek (société française réalisant près de 50 millions d’euros de chiffre d’affaires (2018)). Le chiffre d’affaires prévisionnel d'Astek, pour l’année 2019, est de 250 millions d’euros. En décembre, Astek annonce l’acquisition des sociétés polonaises CORE Services et ProSoftlab.
Fin du premier semestre 2021, afin d'atteindre les 500 millions d'€ de chiffre d'affaires, Astek lève 200 millions d’euros de dette unitranche auprès du fonds d’investissement HIG Capital.
En 2022, Astek rachète Emisys (France) et Serti Placement TI (Canada). Le groupe déclare, cette même année, prévoir une neutralité carbone de son impact dès la fin de la décennie.
Le groupe rachète, en août 2022, la société suédoise Conmore présente à Göteborg et Stockholm (Suède). Puis il signale, en septembre de la même année, les ouvertures du Portugal et du Maroc, après les implantations en Arabie saoudite, en Belgique et aux Pays Bas. Il fait également l'acquisition de la société de conseil IT&M comptant 280 consultants.
En octobre 2022, le groupe annonce la création d'une Chaire Ingénierie d’affaires en partenariat avec l'École supérieure d'électronique de l'Ouest (ESEO).
Le groupe passe le cap des 7 000 consultants en octobre 2022, et réalise cette année là, 500 millions d'euros de chiffre d'affaires avec deux ans d'avance sur ses objectifs ,,.
Le groupe passe le cap des 8000 consultants en 2023 et réalise 600 millions d'euros de chiffre d'affaires.
En septembre 2023, le groupe fait l'acquisition de la société belge Business and Engineering Solution (B.E.S).
En 2024, elle fait l'acquisition de la société de conseil et d'ingénierie française Riversen, de la société indienne Simelabs et, en mai, de la société française Elysis (ingénierie et conseil en technologies).
En avril 2024, le groupe annonce une nouvelle levée de fonds de 110 millions d'euros et 450 millions d'euros maximum de prêts.
En octobre 2024 Astek annonce l'acquisition de la société jordanienne Aspire , de la société espagnole Sotec et de la société portugaise Decskill. Astek compte 10 000 collaborateurs dans 26 pays

## Prix et reconnaissances
En 2022, le groupe reçoit le prix de la « Stratégie de croissance ETI/Grande Entreprise », et en 2023, celui de l'innovation attribués par Numeum et KPMG.